# Loriciel
Loriciel  (anciennement Loriciels) était une société française d'édition et de distribution de jeux vidéo, créée en 1983 par Marc Bayle et Laurant Weill. 

## Historique
Marc Bayle, ingénieur Arts et Métiers et Laurant Weill, diplômé d'une maîtrise en informatique, se rencontrent lors de leur service militaire. Durant cette période, ils programment une dizaine de logiciels et fondent leur société, Loriciels.
Philippe Seban rejoint les deux créateurs de l'entreprise peu de temps après son lancement, puis rachète 50 % du capital et prend la direction générale,,,,,,,,.
Loriciel devient l'un des plus grands développeurs de jeux vidéo à partir de la sortie du jeu L'Aigle d'or, récompensé par le 1er Tilt d'or en 1985, catégorie « meilleur jeu d'aventure de l'année ». Loriciel développe alors des jeux pour Oric 1, ZX81, ZX Spectrum, les Amstrad CPC (464, 664, 6128), les Thomson MO5 et TO7/70, puis pour Atari ST et Amiga, dont un bon nombre de succès.
Le Ministère de l'Industrie a récompensé l'éditeur avec une premiere place ex æquo au Grand Prix de la Performance Commerciale. 
En 1989, Loriciels devient Loriciel.
En 1992, Loriciel doit faire face à de gros problèmes financiers et la société est mise en redressement. Pendant la période d'observation, elle subit un important impayé de son distributeur américain.
Elle fait l'objet d'un plan de cession le 4 mai 1994.
Le 27 octobre 2000 elle est placée en redressement judiciaire.[à vérifier]
Le 10 mai 2001 est prononcé un jugement de clôture après cession,.

## Jeux développés
- 1983 - Crocky (ZX81, Oric 1)[13],[14],[15]
- 1983 - Carn-3
- 1983 - Le Manoir du Dr Genius
- 1983 - Le Mystère de Kikekankoi
- 1983 - Gastronon
- 1983 - Hu*bert
- 1983 - Pengoric
- 1984 - Argolath (ZX81)[16]
- 1984 - Bounzy
- 1984 - Challenge voile
- 1984 - Citadelle
- 1984 - Le Diamant de l’île maudite
- 1984 - Frelon
- 1984 - Le Général
- 1984 - Godilloric
- 1984 - Kamikaze
- 1984 - Le Retour du Dr Genius
- 1984 - Super Jeep
- 1984 - Tennis (ZX81)
- 1984 - Traffic (ZX81)[16]
- 1984 - Vidéo Flipper
- 1985 - Chevalier Arthur (ZX81)
- 1985 - L'Aigle d'or
- 1985 - Ruine (ZX81)[16],[17]
- 1985 - Le Secret du tombeau (nom sur Amstrad) ou Le Tombeau d'Axayacatl (nom sur Oric)
- 1986 - Bactron
- 1986 - Billy la Banlieue
- 1986 - Sapiens
- 1986 - Tera
- 1986 - Bob Winner
- 1986 - MGT - Magnetic Tank
- 1986 - Tony Truand
- 1987 - Billy 2
- 1987 - Charly Diams
- 1987 - Karma
- 1987 - Mach 3
- 1987 - Zox 2099
- 1988 - Mata Hari
- 1988 - Turbo Cup
- 1988 - Space Racer
- 1989 - Quadrel
- 1989 - Skweek
- 1989 - Panza Kick Boxing
- 1989 - Pop Up (également appelé Bumpy)
- 1989 - West Phaser
- 1990 - Harricana
- 1990 - Builderland
- 1990 - Disc
- 1991 - Booly
- 1991 - Super Skweek
- 1991 - Tennis Cup 1991 (Amiga)
- 1992 - L'Aigle d'or, le retour
- 1992 - Best of the Best: Championship Karate
- 1993 - International Tennis Tour
- 1994 - Val d'Isère Championship

## Jeux édités
- 1985 -  Dianne
- 1985 - Turann
- 1985 - 3D Sub
- 1985 - Infernal Runner
- 1985 - Le 5ème Axe
- 1986 - Reversi Champion
- 1986 - Sapiens
- 1987 - Super Ski
- 1989 - Sherman M4
- 1990 - Panza Kick Boxing[Note 1]
- 1990 - Advanced Destroyer Simulator[Note 2]
- 1990 - Prince of persia (jeu vidéo)
- 1992 - Jim Power: In Mutant Planet
- 1993 - International Tennis Tour

## Logiciels éducatifs
Loriciel a également édité divers logiciels ludo-éducatifs sur micro-ordinateurs comme la série Denver présente (Je découvre les formes, Je fais des couleurs, etc).

## Utilitaires développés
- 1985 - Lorigraph, un logiciel de dessin en mode point pour Oric 1, Oric Atmos et Amstrad CPC.